# Comperia clavata
Comperia clavata is een vliesvleugelig insect uit de familie Encyrtidae. De wetenschappelijke naam is voor het eerst geldig gepubliceerd in 1978 door Prinsloo & Annecke.